# 福士朋子
福士 朋子（ふくし ともこ、1967年 - ）は、日本の洋画家。女子美術大学教授。

## 来歴
青森県弘前市出身。女子美術大学付属高等学校、女子美術大学芸術学部洋画科油絵専攻卒業。東京芸術大学大学院美術研究科絵画専攻油画修士課程修了。文化庁芸術家在外研修員としてペンシルベニア美術アカデミー(Pennsylvania Academy of the Fine Arts)へ留学し修士課程修了。2005年東京芸術大学大学院美術研究科博士後期課程美術専攻油画修了。東京芸術大学に博士論文「境域をうつす絵画 : 《絵画-マンガ》往還による多視点・意識・身体の考察」を提出し博士（美術）の学位を取得。東京芸術大学美術学部非常勤講師を経て2008年4月から女子美術大学芸術学部美術学科洋画専攻准教授。2015年6月から同教授。
専門の油彩画の他に漫画も描いている。

## 主な受賞歴
- 第58・第60・第61回「新制作展」新作家賞（新制作協会）
- SICF12 - グランプリ（テーマ：inside/outside）[2]
- ART IN THE OFFICE 2012 - 第5回受賞アーティスト（タイトル：take off/landing）[3]

## 展覧会
個展
- ギャラリー山口（1997年）
- 三菱オートガーデン（1997年）
- INAXギャラリー（1998年）
- 「逗留者」 ギャラリーアートもりもと（2004年、2007年）
- 藍画廊（2005年）
- 「近くの現象学」 art & river bank（2005年）
- SICF12グランプリアーティスト展（2011年）
- Boarding（2013年1月）

グループ展
- VOCA展（1999年）
- Sold Out-Silent Auction（1999年）
- Gallery Selection（2000年）
- 女子美術大学創立100周年記念展（2000年）
- Open Studio 2001（2001年）
- 発生の場／ドローイング（2001年）
- DOMANI・明日展（2003年）
- アートフェア東京（2005年、2007年、2008年）
- 女子美からのメッセージ第1回アートの旗手（2009年）
- SICF12 スパイラル（2011年）

作品設置
- ストリートペインティング・プロジェクト「見て見て☆見ないで」（主催：東京都、設置場所：東京芸術劇場、2011年）
- 成田空港オアシスプロジェクト「Runway」（主催：成田国際空港株式会社、設置場所：成田空港第1ターミナル北ウイング4階、2014年）

## 著作
- 元祖FAXマンガ お絵描き少女☆ラッキーちゃん（BLUE ART, 2015年2月，ISBN 4990811704）